# Vasile Onomagulos
Vasile Onomagulos (d. 717) a fost un uzurpator bizantin în Sicilia în 717. El se trăgea dintr-o veche familie nobiliară bizantină. A căzut în luptă cu Leon III.